# ژان-مارک ولی
ژان-مارک ولی (انگلیسی: Jean-Marc Vallée؛ زادهٔ ۹ مارس ۱۹۶۳ – درگذشتهٔ ۲۶ دسامبر ۲۰۲۱) کارگردان، تهیه‌کننده، فیلم‌نامه‌نویس و تدوین‌گر اهل کانادا بود. وی از سال ۱۹۸۵ میلادی تا هنگام مرگ مشغول فعالیت بود.

## فیلم‌شناسی
- ویکتوریای جوان (۲۰۰۹)
- باشگاه خریداران دالاس (۲۰۱۳)
- وحشی (۲۰۱۴)
- ویرانی (۲۰۱۵)